# Oprašivanje
Oprašivanje je prenošenje cvjetnog ili peludnog praha s prašnika na stigmu tučka. Oprašivati mogu kukci, čovjek i vjetar. Ono se vrši prenošenjem peluda na vrh tučka, pa od oplođenog cvijeta (tučka) nastaje plod. 

## Načini oprašivanja
Svako oprašivanje događa se kada peludno zrnce padne na njušku tučka i formira se prašnička cijev kroz koju se, do plodnice, spuštaju 2 muške spolne stanice.Jedna oplodi jajnu stanicu(i nastaje klica), a druga sjemeni zametak(i nastaje usplođe).
Razlikujemo dva načina oprašivanja: 
1. Samooprašivanje
2. Umjetno oprašivanje

Samooprašivanje je padanje peludi s prašnika na tučak. To je rijetka pojava u prirodi zato što prašnici i tučak ne sazrijevaju u isto vrijeme.
Umjetno oprašivanje je oprašivanje uz pomoć čovjeka. Tako je čovjek ukrštavao biljke i dobio različite vrste biljaka.
Poznato je da prilikom oprašivanja poljoprivrednih kultura od svih kukaca "oprašivača", koji se nadopunjuju u svom vrijednom radu veliku možda i najveću ulogu imaju pčele kako one medonosne tako i pčele samice (solitarne pčele), koje s ostalim kukcima oprašuju i do 80% svih kultura, dok se oko 20% oprašuje pomoću vjetra ili samooprašivanjem. U bogatijim državama i naprednoj poljprivredi vlasnici parcela i poljoprivrednih kultura sklapaju posebne ugovore s pčelarima kako pojedincima tako i udrugama u svrhu osiguranja dovoljno broja oprašivača.

## Tipovi oprašivanja
- hidrofilija - prenošenje peluda vodom
- anemofilija - prenošenje peluda vjetrom
- zoidofilija - prenošenje peluda životinjama

## Samooprašivanje
Pojedine biljke u svojoj su evoluciji razvile sposobnost samooprašivanja. Podudarnost u položaju antera i njuški tučka istoga cvijeta koja omogućuje samooprašivanje i samooplodnju. Kod samooprašivanja pelud s jednog cvijeta prelazi na stigmu tučka istog cvijeta. Samooplodne biljke koje se oprašuju pomoću vjetra nazivamo anemofilne biljke. One su evolucijom razvile takvu mogućnost oprašivanja, imaju sitnu (30-35 µm) i vrlo laganu pelud tako da je vjetar raznosi i do nekoliko kilometara uokolo. Pojedine su vrste razvile i dodatne oblike poput nekih vrsti bora i imaju dodatne "mjehuriće za let". Anemofilne biljke zbog svog vrlo nesigurnog načina razmnoževanja moraju proizvoditi veće količine peludi od entomofilnih biljaka.

## Oprašivanje kukcima
Biljke koje se oprašuju uz pomoć kukaca nazivamo entomofilne biljke. Te biljke rjeđe izazivaju alergije kod ljudi, jer pelud tih biljaka je vlažna, time i teža pa se zbog te činjenice teže prenosi zrakom. Najpoznatije oprašivanje kukcima, koje ukupno iznosi 80% površina je oprašivanje biljaka pomoću pčela. Takvo oprašivanje naziva se entomofilija. Pčela je nezaobilazan kukac prije svega, zbog svoje brojnosti. U jednoj zajednici naime živi i radi i do 80.000 pčela, što ovisi o vrsti košnice u kojoj žive. Prednost pčele medarice nad ostalim oprašivačima je sama činjenica, da je čovjek njome naučio i može gospodariti. 

### Oprašivanje u staklenicima
Za oprašivanje u staklenicima na zatvorenom prostoru samooprašivanje gotovo, da nije ni moguće. Pčele ovakav prostor brzo prihvate kao svoj teritorij/nastambu pa time nisu prihvatljive. U staklenicima su se kao oprašivači vrlo učinkovitima pokazali pčelinji veći i dalji rođaci bumbari. Oni se u Nizozemskoj se koriste od 1988. Od tadašnje skromne početne primjene na 3% površina usjeva rajčica, do 1991. na 95% površina, a već 1992. koriste se na 100% površina usjeva rajčica kod kojih su pokazali izuzetno dobre rezultate. Godine 2004. bilježi se podatak o korištenju čak milijun kolonija bumbara u oprašivanju stakleničkih nasada, a predviđa se da će do 2007. godine staklenike oprašivati preko 1.500.000 bumbarskih kolonija.

## Dresura pčela
U pčelarstvu se primjenjuje "dresura" pčela, da bi "natjerali" pčelu, da posjećuje određeno bilje koje namjenski želimo oprašiti, kako ona ne bi obilazila ostalo bilje. Pčele se hrane sirupom određene biljke netom prije cvatnje i na taj ih se način usmjerava, da posjećuju baš onu kulturu koju želimo porašiti. To se pokazalo kao idealno rješenje upravo za ono bilje, koje pčele iz određenog razloga zaobilaze.

## Galerija
- Kukac oprašuje cvijet
- Bumbar pun peludi
- Oprašivanje biljke pomoću pčele
- Bumbar u oprašivanju

## Poveznice
- Pčelarstvo
- Poljoprivreda
- Kukac
- Pčela
- Bumbar

## Vanjske poveznice
- Pčelarstvo Karlović[neaktivna poveznica]
- Uzgoj i prodaja bumbara Kebet  Arhivirana inačica izvorne stranice od 31. prosinca 2013. (Wayback Machine)
- Pčelarstvo online